# 八戸市立第一中学校
八戸市立第一中学校（はちのへしりつ だいいちちゅうがっこう）は、青森県八戸市吹上2丁目にある公立中学校。地元八戸市内では「一中」と呼ばれる。

## 概要

### 所在地
八戸市中心部の吹上地区、舘越山の麓にあり、吹上、中居林の他、田向、南類家、石手洗、鍛冶町などを学区とする。主に八戸市立吹上小学校と八戸市立中居林小学校の出身生徒が在籍する。

### 校訓（綱領）[1]
- 「自律・自啓」
- 「誠実・勤勉」
- 「和協・責任」

### 教育方針
「一中頑張りの精神」をもち、
1. 進んで学習に励む生徒（知）
2. 温かい心で協力する生徒（徳）
3. 心身を鍛え抜く生徒（体）

### 校章
太くしっかりとした「中」の字の両隣りに、－文字を配置するデザイン。同校公式サイトによると「飾り気がなく、太くガッシリとしているのは“質実剛健”の気風をあらわす」という。

### 校歌
作詞は橋本誠一、作曲は稲垣寛。1950年制定。

### 沿革
- 1947年（昭和22年）
  - 4月1日 - 吹上小学校校舎に併設する形[2]で、八戸市立吹上中学校として開校。
  - 4月21日 - 開校式挙行。2部授業実施[2]。
- 1948年（昭和23年）7月17日 - 八戸市立第一中学校と改称。
- 1949年（昭和24年）6月27日 - 大字中居林字館越22番地に新校舎第一期工事落成[2]。
- 1951年（昭和26年）
  - 7月14日 - 新校舎第二期工事落成[2]。
  - 8月27日 - 新校舎第三期工事落成[2]。
  - 10月17日 - 新校舎第四期工事落成[2]。
- 1954年（昭和29年）10月7日 - 新校舎第五期工事（体育館）落成式[2]。
- 1955年（昭和30年）6月21日 - 新校舎第六期工事落成[2]。
- 1962年（昭和37年）4月1日 - 学区変更により、第3学年生徒の一部を長者中学校に移籍。
- 1964年（昭和39年）
  - 3月13日 - 校舎焼失[2]。
  - 4月1日 - 学校位置が、館越20番地から22番地に変更[2]。
  - 4月7日 - 八戸共同職業訓練所を借用し、第1学年生徒を収容[2]。
  - 5月19日 - 音楽室焼失[2]。
  - 5月23日 - 吹上小学校3教室を借用し、特殊学級生を収容[2]。
  - 8月26日 - プレハブ式仮校舎7教室完成し、第1学年生徒を収容[2]。
  - 9月30日 - 鮫中学校からの復旧校舎4教室完成[2]。
- 1966年（昭和41年）3月24日 - 新体育館完成[2]。
- 1967年（昭和42年）
  - 2月1日 - 新校舎第一期工事完成[2]。
  - 2月7日 - 旧校舎の大半を焼失[2]。
  - 2月8日 - 第2学年生徒は新校舎特別教室を使用し、第1学年生徒は職業訓練所を借用移転[2]。
- 1968年（昭和43年）3月15日 - 新校舎第二工事完成[2]。新校舎修祓式・創立20周年・復興事業完工の各記念式典挙行。
- 2007年（平成19年）11月22日 - 創立60周年記念式典挙行。

#### この節の出典
- 学校カルテ（八戸市立第一中学校） (PDF)  - 八戸市（一部内容のみ）

### 生徒数
- 2022年（令和4年）4月8日時点

| 学年 | 1年 | 2年 | 3年 | 特別支援  | 合計 |
| ---- | --- | --- | --- | --------- | ---- |
| 学級 | 4   | 4   | 4   | 3         | 15   |
| 生徒 | 144 | 150 | 128 | (16) 内数 | 422  |

#### この節の出典
- 学校カルテ（八戸市立第一中学校） (PDF)  - 八戸市
- Gaccom八戸市立第一中学校（生徒数）

## アクセス
- 八戸市営バス・南部バス「一中前」バス停下車。
  - 八戸市営バス「旭ヶ丘営業所」・「桜ヶ丘」・「第二桜ヶ丘」・「工業大学」（全て吹上経由）行。
  - 南部バス「市民病院」・「階上」・「階上庁舎」・「階上中学校」・「田代」（全て吹上経由）行。

## 部活動

### 運動部
- 野球部
- サッカー部
- ソフトボール部
- ソフトテニス部
- バレーボール部
- バスケットボール部
- 卓球部
- バドミントン部
- 剣道部
- 柔道部
- 水泳部
- 陸上部
- 体操・新体操部
- アイスホッケー部
- スピードスケート部（フィギュアスケート）
  - アイスホッケー部は2004年の全国中学校大会で3位入賞。

### 文化部
- 吹奏楽部
- 美術部
- 科学部
- 家庭部

## おもな卒業生
- 田名部匡省（参議院議員。民主党両院議員総会長、元アイスホッケー日本代表監督）
- 田名部匡代（立憲民主党参議院議員）
- 森越康雄（日本教職員組合中央執行委員会前委員長）
- 松永ひと美（演歌歌手。日本クラウン所属、青森県手踊り「12代名人位」）
- 内澤崇仁（ミュージシャン。ロックバンドandropボーカル）
- 十日市秀悦（タレント、歌手、俳優、声優、ナレーター)